# Haute Cour de justice (Cameroun)
Pour les articles homonymes, voir Haute Cour de justice.
Au Cameroun, la Haute Cour de justice est une juridiction d'exception. Elle a été créée par la constitution (article 53). La haute cour de justice est compétente pour juger les actes accomplis dans l'exercice de leurs fonctions par :
- le Président de la république en cas de haute trahison ;
- le Premier Ministre, les membres du Gouvernement et assimilés, les hauts responsables de l'administration ayant reçu délégation de pouvoir, en cas de complot contre la sûreté de l'État.